# Дрохва (рід)
Дрохва (Otis) — рід птахів, що містить єдиний живий і кілька відомих вимерлих видів, у тому числі 19 кг Otis hellenica з турольської Греції.